# دويران (العراق)
دويران منطقة عراقية في جنوب شرق مدينة السلمان بقضاء السلمان بمحافظة المثنى بصحراء الحجرة بالبادية العراقية جنوب العراق، فيها بئر دويران ماؤها غزير عذب عمقها 45 متراً حفرها عبد الله العاكوب، بين الرويحة شمالاً وتكيد جنوباً. قال الباحث العراقي أحمد الجشعمي "فيما آبار النوع الثالث، التي قد يبلغ عمقها أربعين متراً وأكثر فتسمى الطوال، وهي آبار لا تنضب مثل بصية، تكيد، دويران، رويحان، دودان.